# جیری کوار

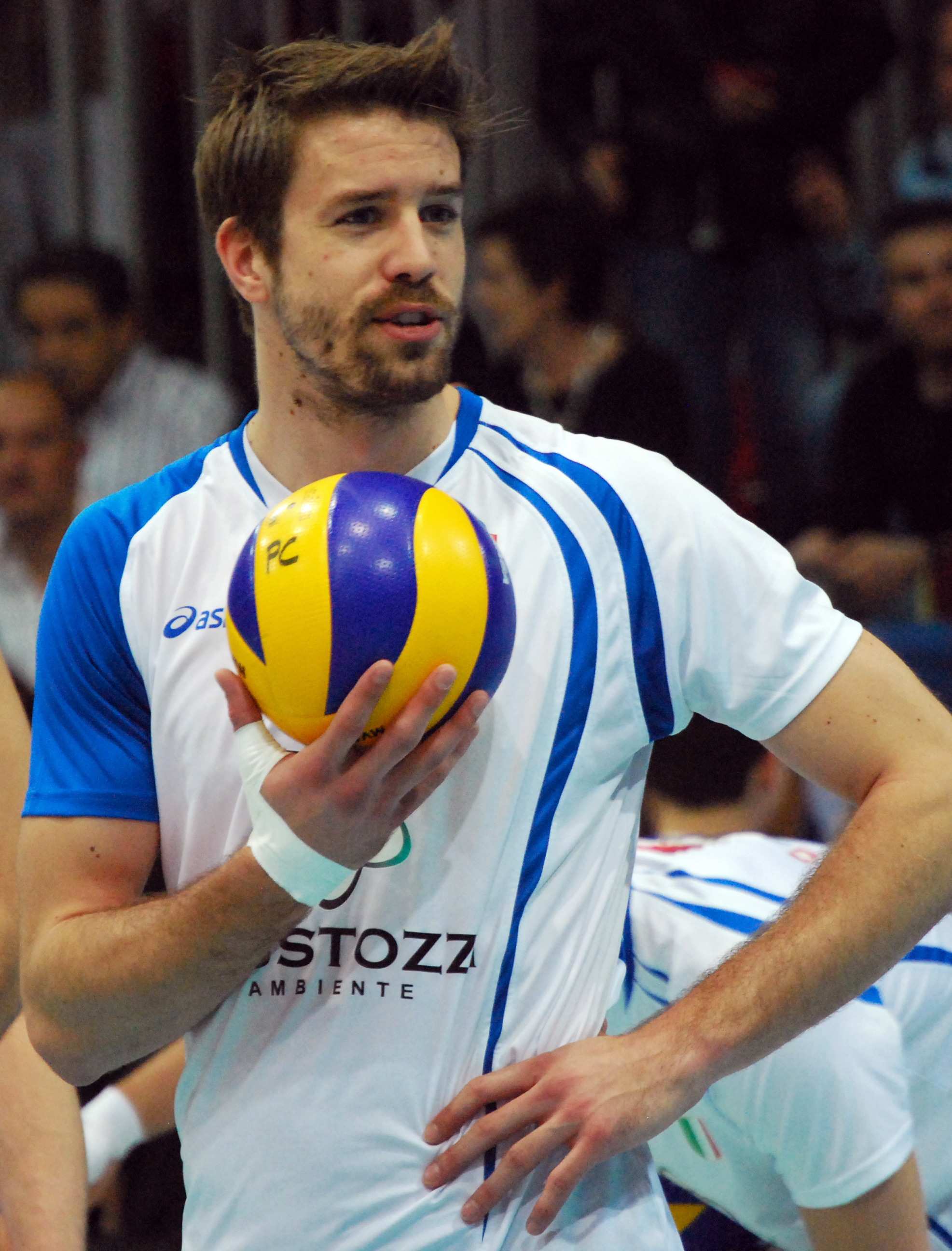
کووار در سال ۲۰۱۲

جیری کووار (به انگلیسی: Jiří Kovář) (متولد ۱۰ آوریل ۱۹۸۹) والیبالیست دو ملیتی اهل چکوسلواکی، عضو تیم ملی والیبال ایتالیا و باشگاه لوبه بانکا ماچراتا است. جیری سابقه بازی در تیم های ترویزو، لورتو و ورونا را در کارنامه خود دارد.